# Orašac (Obrenovac)
Orašac es un pueblo ubicado en el municipio de Obrenovac, en Belgrado, Serbia.

## Superficie
Posee una superficie de 13,10 kilómetros cuadrados.

## Demografía
Hasta 2022 la población era de 544 habitantes, con una densidad de población de 41,54 habitantes por kilómetro cuadrado.